# Lake Katherine
Lake Katherine är en sjö i Australien. Den ligger i delstaten Queensland, omkring 1 500 kilometer väster om delstatshuvudstaden Brisbane. 
Omgivningarna runt Lake Katherine är i huvudsak ett öppet busklandskap. Trakten runt Lake Katherine är nära nog obefolkad, med mindre än två invånare per kvadratkilometer. Genomsnittlig årsnederbörd är 238 millimeter. Den regnigaste månaden är februari, med i genomsnitt 82 mm nederbörd, och den torraste är oktober, med 1 mm nederbörd.